# Drangarnir
Drangarnir es el nombre que reciben colectivamente dos peñones de piedra ubicados entre el islote de Tindhólmur y la isla de Vágar, en las Islas Feroe. Los nombres individuales de cada peñón son Stóri Drangur (en español: "Acantilado grande") y Lítli Drangur ("Acantilado pequeño").
- Datos: Q2314592
- Multimedia: Drangarnir / Q2314592